# Radiohead Box Set
Radiohead Box Set és una col·lecció dels sis àlbums d'estudi i un àlbum en directe enregistrats fins a la data per Radiohead. La compilació estava formada per una caixa de set CDs, una descàrrega digital i una memòria USB de 4GB.
El contracte discogràfic amb Parlophone va expirar l'any 2004 després de publicar el seu sisè àlbum titulat Hail to the Thief. El següent treball fou In Rainbows, publicat de forma independent l'any 2007, i disponible únicament com a descàrrega digital des del seu lloc web oficial. El 10 de desembre de 2007, Radiohead va anunciar un acord amb el segell XL Recordings per tal de llançar comercialment el seu darrer disc en format físic. Parlophone va aprofitar l'avinentesa per llançar aquesta compilació, tot just una setmana després de la sortida al mercat del CD de In Rainbows. El grup no va estar involucrat en aquest llançament i van decidir no realitzar cap mena de promoció. Aquest fet suggeria que el llançament del box set s'interpretés com un acte de retribució per part de la seva anterior discogràfica després de perdre els drets comercials sobre el grup.

## Contingut
El box set conté els sis primers àlbums de la banda i un EP de directes enregistrat entre els anys 1993 i 2003:
- Pablo Honey
- The Bends
- OK Computer
- Kid A
- Amnesiac
- Hail to the Thief
- I Might Be Wrong: Live Recordings

Va sortir al mercat en format físic, amb una edició limitada de box set de set CDs, cadascun amb la seva funda digipak original. També estava disponible mitjançant descàrrega digital en format MP3 i sense protecció DRM, juntament amb material gràfic digital i una memòria USB de 4GB. Aquest contenia els set àlbums en format WAV i material de cada disc.